# 木村明生
木村 明生（きむら あきお、1925年4月27日- 2017年3月1日）は、ソ連・ロシア研究者、青山学院大学名誉教授。

## 人物
岡山県倉敷市生まれ。1950年旧制京都大学文学部哲学科卒業。朝日新聞社モスクワ支局長、同調査研究室主任研究員、青山学院大学国際政治経済学部教授、2001年定年退任、名誉教授。日ロ交流協会常任理事。

## 著書
- 『なかから見たソ連』朝日新聞社、1971
- 『クレムリン物語 ソビエト権力の構図』朝日新聞社、1977
- 『ソ連 その虚像と実像 体験的社会主義論』泰流社、1977
- 『「ブレジネフ時代」論』教育社入門新書 1978
- 『ソ連・東欧関係 求心力と遠心力』教育社入門新書　1979
- 『ソビエト外交論』泰流社、1980
- 『ソ連の国家構造』教育社入門新書 1980
- 『「発達した社会主義」の実像 ソビエト社会論』泰流社、1982
- 『ロシア・ソ連人の日本観 なぜ北の隣人はわれわれの文化に敬愛の情を抱き続けるのか』PHP研究所、1984
- 『クレムリン権力のドラマ レーニンからゴルバチョフへ』朝日選書 1985
- 『現代ソ連の国家と政治』教育社、1987
- 『ソ連共産党書記長』講談社現代新書 1987
- 『新ロシア革命 ゴルバチョフからエリツィンへ』太陽企画出版 1991
- 『新生ロシア混迷から再生へ』時事通信社、1994
- 『ロシア・ソ連・ロシア 断絶と継承の軌跡』彩流社、2000
- 『ロシア同時代史権力のドラマ ゴルバチョフからプーチンへ』朝日選書 2002
- 『知られざる隣人たちの素顔 ユーラシア観察60年』防衛弘済会、2007

### 翻訳
- 『ソ連における良心の囚人 アムネスティ・インターナショナル報告書』長井康平共訳 朝日新聞社、1977
- ジョン・ドーンバーグ『ブレジネフ』監訳 朝日イブニングニュース社、1978
- 米下院外交委員会編『微笑と脅し ソ連流交渉術』松島明共訳 サイマル出版会、1980
- コンスタンチン・サイミス『ソビエト権力と腐敗 汚職社会の構図』PHP研究所、1982
- ダスコ・ドーダー『影と噂 クレムリンが震撼した日』TBSブリタニカ、1987
- ウィリアム・R.コーソン,ロバート・T.クローリー『フェリックスの末裔たち ソ連国家の推進力-KGB』朝日新聞社、1989
- リチャード・ディーコン『ロシア秘密警察の歴史 イワン雷帝からゴルバチョフへ』心交社、1989
- パヴェル&アナトーリー・スドプラトフ『KGB衝撃の秘密工作』監訳・上下、ジェロルド&レオナ・シェクター編、ほるぷ出版、1994